# 四坊二十四里

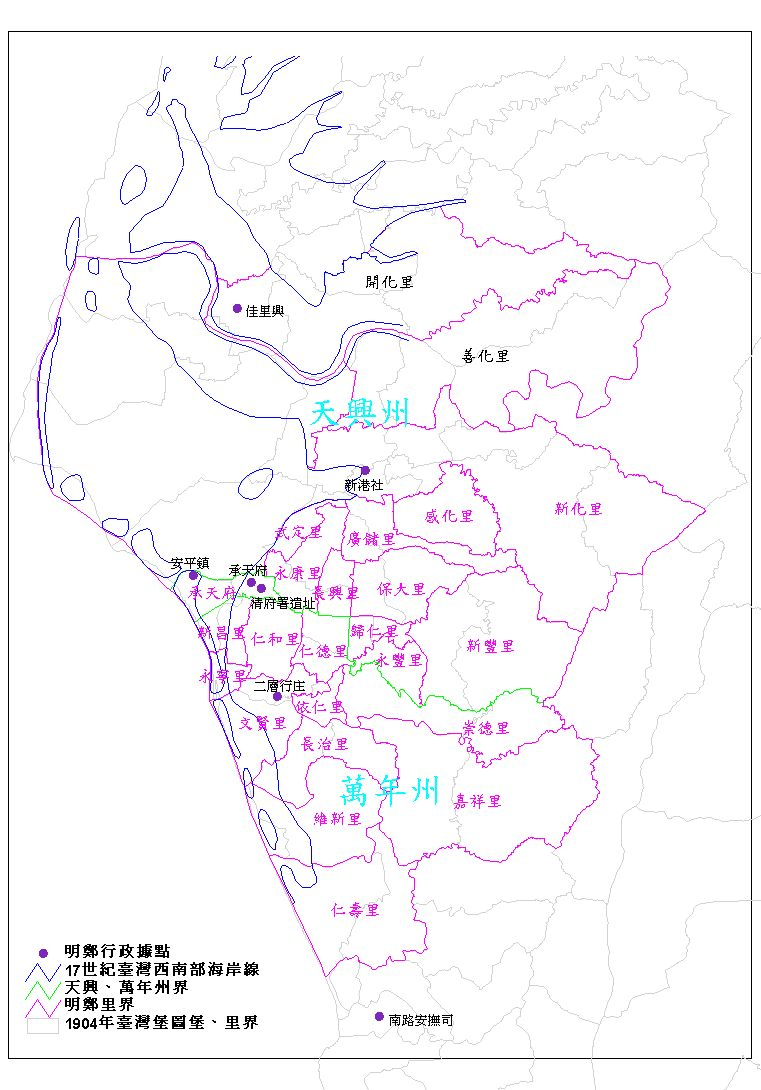
西元1664年之後的東寧行政區劃示意圖。

四坊二十四里為南台灣於明鄭時期的行政區劃，此建置後來在清領時期被清廷沿用，日治時期又被臺灣總督府整理後應用在地籍上的「堡里鄉澚」制度，一直到1920年地方制度改正才全部廢除。不過當初擬定的坊里名稱，至今仍常見於當地的路名、區名、村里名等。

## 歷史
1661年，鄭成功於南台灣開國立家，稱台灣為東都明京；並且於今台南市一帶設立承天府、以北設天興縣、以南設萬年縣，並稱「一府二縣」。1662年，鄭成功病逝，由世子鄭經即位。1664年，鄭經重新劃分行政區，改東都為東寧，保留承天府，升天興及萬年二縣為天興州和萬年州，並增設南路、北路及澎湖三安撫司，合稱「一府二州三司」。此外，鄭經在一府二州的轄下分別設置了四坊和二十四里。1683年，清朝將領施琅攻下臺灣，廢除明鄭時期的行政區編制。1684年，清廷設臺灣府，隸屬福建省，下轄諸羅縣、臺灣縣、鳳山縣三縣，天興縣疆域被分為諸羅縣與臺灣縣。

## 四坊二十四里

### 明鄭時期
| 府州（縣）   | 坊里           | 現今行政區                                     | 明鄭時期設里範圍 |
| ------------ | -------------- | ---------------------------------------------- | ---------------- |
| 承天府       | 安平鎮（王城） | 安平區                                         |                  |
| 承天府       | 東安坊         | 中西區、東區                                   |                  |
| 承天府       | 西定坊         | 中西區、北區                                   |                  |
| 承天府       | 寧南坊         | 中西區                                         |                  |
| 承天府       | 鎮北坊         | 中西區、北區                                   |                  |
| 天興州（縣） | 武定里         | 安南區、北區、中西區、永康區                   |                  |
| 天興州（縣） | 永康里         | 北區、東區、永康區                             |                  |
| 天興州（縣） | 長興里         | 永康區、仁德區                                 |                  |
| 天興州（縣） | 保大里         | 歸仁區、新化區、關廟區                         |                  |
| 天興州（縣） | 歸仁里         | 歸仁區                                         |                  |
| 天興州（縣） | 永豐里         | 歸仁區                                         |                  |
| 天興州（縣） | 新豐里         | 關廟區、龍崎區                                 |                  |
| 天興州（縣） | 廣儲里         | 新化區、永康區                                 |                  |
| 天興州（縣） | 感化里         | 新化區                                         |                  |
| 天興州（縣） | 新化里         | 山上區、新市區、左鎮區、南化區、玉井區、大內區 |                  |
| 天興州（縣） | 永定里         | 安定區、善化區、麻豆區、西港區、佳里區、將軍區 |                  |
| 天興州（縣） | 善化里         | 善化區、官田區、大內區、玉井區、楠西區、六甲區 |                  |
| 天興州（縣） | 開化里         | 佳里區、麻豆區、六甲區、官田區、下營區         |                  |
| 萬年州（縣） | 文賢里         | 仁德區；高雄市茄萣區、湖內區                   |                  |
| 萬年州（縣） | 仁和里         | 東區、南區、仁德區                             |                  |
| 萬年州（縣） | 永寧里         | 南區                                           |                  |
| 萬年州（縣） | 新昌里         | 南區                                           |                  |
| 萬年州（縣） | 仁德里         | 仁德區                                         |                  |
| 萬年州（縣） | 依仁里         | 仁德區                                         |                  |
| 萬年州（縣） | 崇德里         | 關廟區、歸仁區                                 |                  |
| 萬年州（縣） | 長治里         | 高雄市路竹區、湖內區                           |                  |
| 萬年州（縣） | 維新里         | 高雄市永安區、路竹區、岡山區                   |                  |
| 萬年州（縣） | 嘉祥里         | 高雄市岡山區、阿蓮區                           |                  |
| 萬年州（縣） | 仁壽里         | 高雄市梓官區、岡山區、橋頭區、彌陀區、楠梓區   |                  |